# Максим Браницки
Максим е български духовник, титулярен епископ браницки на Българската православна църква.

## Биография
Роден е на 8 март 1882 година в село Орешак (по други сведения в село Дебнево), Троянско, със светското име Максим Петков Пелов. Първоначално образование получава от 1889 до 1893 година в село Дебнево, а от 1894 до 1899 година учи в прогимназията в град Ловеч. По насърчение от чичо му, бившия скопски митрополит Максим, управляващ Ловчанската епархия, Максим Пелов е постъпва като послушник в Троянския манастир. На 21 януари 1902 година игуменът го замонашва и на 25 март 1902 година е ръкоположен в йеродяконски чин. От септември 1902 година йеродякон Максим учи в Цариградската духовна семинария, която завършва през 1908 година.
От есента на 1908 година йеродякон Максим започва да учи в Киевската духовна академия, която завършва през 1912 година с научната степен „кандидат на богословието“. След завръщането си в България, от 1912 до 1915 година, е учител в Софийската духовна семинария. На 25 декември 1914 година, в храма на семинарията „Свети Йоан Рилски“ е ръкоположен за йеромонах. На 1 януари 1915 година, по решение на Светия синод, е възведен в архимандритско достойнство и е назначен за протосингел на Врачанската митрополия, която длъжност изпълнява до 1919 година. От септември 1919 до 1921 година архимандрит Максим е ректор на монашеското училище в Троянския манастир. През 1921 година е назначен за протосингел на Ловчанската митрополия, какъвто остава до 1924 година.
На 20 април 1924 година в пловдивския митрополитски храм „Света Марина“ е ръкоположен в епископски сан с титлата „Браницки“ от митрополитите Максим Пловдивски, Павел Старозагорски и епископ Харитон Драговитийски. От май 1924 година епископ Максим е управляващ Ловчанската епархия, който пост заема до 1934 година, когато се оттегля на покой в Троянската света обител.
За кратко от май до август 1941 година епископ Максим Браницки е викарий на управляващия Охридско-Битолската епархия митрополит Филарет Ловчански.
Почива на 13 февруари 1948 година в Троянския манастир, където е и погребан.